# داريل إيرفاين
داريل إيرفاين (بالإنجليزية: Daryl Irvine) هو لاعب كرة قاعدة أمريكي، ولد في 15 نوفمبر 1964 في هاريسونبورغ في الولايات المتحدة.

## وصلات خارجية
- داريل إيرفاين على موقعبيزبول رفرنس.كوم (الدوري الرئيسي) (الإنجليزية)
- داريل إيرفاين على موقعبيزبول رفرنس.كوم (الدوري الثانوي) (الإنجليزية)